# مذيع العرب
مذيع العرب هو برنامج ترفيهي عربي عرض الموسم الأول منه سنة 2015.
يسعى لاكتشاف مواهب في التقديم التلفزيوني، وصقل الموهبة التقديمية لدى المبتدئين، وإنعاش المواهب الدفينة لدى البعض الآخر من المشاركين في المجالات المختلفة من التقديم كالبرامج الاجتماعية، وبرامج المسابقات، والبرامج السياسية، والتقديم الإخباري.

## القنوات العارضة
- قناة أبوظبي الأولى الإماراتية
- تلفزيون الحياة المصري

## لجنة التحكيم
- ليلى علوي، ممثلة مصرية
- طوني خليفة، إعلامي لبناني
- منى أبو حمزة، إعلامية لبنانية

### الحكام الضيوف
انضم لاحقا في مرحلة العروض المباشرة للجنة الحكم عدد من الضيوف في منصب الحكم الرابع:
- وائل الإبراشي، إعلامي مصري (البرايم الخامس)

## التقديم
- قيس الشيخ نجيب، ممثل سوري
- سالي شاهين، إعلامية مصرية

## المراحل

### التصفيات
مرحلة التصفيات امتدت على الثلاث حلقات الأولى، وتأهل في نهايتها عدد من المشتركين للمرحلة الثانية وهي العروض المباشرة.
على أعضاء لجنة التحكيم في هذه المرحلة تقرير إذا كان المشترك يصلح للاستمرار أم لا، وفي حال التصويت بنعم يعطى للمشارك مايكروفون:
1. أسود، يتأهل لمرحلة العروض المباشرة (نصف النهائي)، ويحدد الحكام وتصويت الجمهور مصيره
2. فضي، يتأهل لمرحلة العروض المباشرة (النهائي) مباشرة

المتأهلون:
| الاسم         | الجنسية  | قرار اللجنة   | الظهور         |
| ------------- | -------- | ------------- | -------------- |
| ساندرا علوش   | سوريا    | ميكروفون فضي  | الحلقة الثالثة |
| محمد رفعت     | مصر      | ميكروفون فضي  | الحلقة الثالثة |
| محمود عامر    | مصر      | ميكروفون فضي  | الحلقة الثالثة |
| خلود أبو طالب | السعودية | ميكروفون أسود | الحلقة الثالثة |
| يحيى محمود    | مصر      | ميكروفون فضي  | الحلقة الثالثة |
| معتز خلف      | الأردن   | ميكروفون أسود | الحلقة الثالثة |
| ماري منصور    | مصر      | ميكروفون أسود | الحلقة الثالثة |

### العروض المباشرة
بدأت بتاريخ 24 أبريل، حيث يقوم المتأهلون (بشكل ثنائيات) بتقديم فقرة مكتوبة مسبقا ومعدة من قبلهم على المسرح مباشرة، ويمنح كل متسابق علامة من قبل عضو لجنة الحكم ومن يحصل على مجموع العلامات الأعلى يكون في منطقة الأمان أما المتسابق الثاني فيخضع لمزيد من الاختبارات ومن ثم تحت رحمة تصويت الجمهور.

### نصف النهائي
نتائج أداء الحاصلين على المايكروفون الفضي، وهم عشرون متسابقا
| الاسم         | الجنسية                  | النقاط | النتيجة       |
| ------------- | ------------------------ | ------ | ------------- |
| محمد غريب     | مصر                      | 59     | منطقة الأمان  |
| رقيه خياط     | السعودية                 | 52     | تصويت الجمهور |
| كوثر بودراجة  | المغرب                   | 70     | منطقة الأمان  |
| خليل جمال     | مصر                      | 59     | تصويت الجمهور |
| سوسن سعد      | مصر                      | 59     | منطقة الأمان  |
| يحيى محمود    | مصر                      | 52     | تصويت الجمهور |
| محمد الجنيبي  | الإمارات العربية المتحدة | 65     | تصويت الجمهور |
| محمد رفعت     | مصر                      | 67     | منطقة الأمان  |
| ممدوح الشناوي | مصر                      | 68     | تصويت الجمهور |
| محمود عامر    | مصر                      | 72     | منطقة الأمان  |
| مروى شهاب     | المغرب                   | 56     | تصويت الجمهور |
| ريم تامر      | مصر                      | 64     | منطقة الأمان  |
| ساندرا علوش   | سوريا                    | 62     | منطقة الأمان  |
| تهاني عبود    | فلسطين                   | 59     | تصويت الجمهور |
| لميس سلامة    | مصر                      | 72     | منطقة الأمان  |
| معتز خلف      | الأردن                   | 55     | تصويت الجمهور |
| أنوار الراشد  | الكويت                   | 64     | منطقة الأمان  |
| خلود أبو طالب | السعودية                 | 59     | تصويت الجمهور |
| دانيا زرزر    | سوريا                    | 71     | منطقة الأمان  |
| باسم طبانة    | مصر                      | 68     | تصويت الجمهور |

### مرحلة الإنقاذ
يتم أخضاع العشرة الحاصلين على مجموع النقاط الاقل من الثنائيات لاختبار اضافي، حيث تم توزيعهم على مجموعتين ويطلب اليهم التعليق على فيديو يبث على الشاشة أمامهم يتناول حدث تاريخي سبق حدوثه كأنهم يقومون بتغطيته مباشرة.
ثم يقوم كل عضو من لجنة الحكم الأربعة باختيار واحد من الخمسة لتخليصه والخامس يخرج من المسابقة، وبذلك يخرج من المسابقة شخصين في نهاية هذه المرحلة.
- رقية خياط من السعودية أول مشتركة تغادر
- خلود أبو طالب من السعودية ثاني المغادرين

### مهمة الإسبوع
علامات مهمة الإسبوع تضاف إلى علامة لجنة الحكم، حيث يطلب من المتسابقين تنفيذ مهمة ميدانية برفقة مدرب

### مرحلة تصويت الجمهور
أنوار الراشد من الكويت غادرت مذيع العرب بعد حصولها على أقل نسبة من تصويت الجمهور.

## ضيوف البرنامج
حل في كل حلقة من حلقات البث المباشر عدد من نجوم الغناء العربي لتأدية فقرات غنائية وهم:
- نوال الزغبي، (البرايم الخامس)
- نيكول سابا، (البرايم السادس)
- باسكال مشعلاني، (البرايم السابع)

## روابط خارجية
- موقع البرنامج
- صفحة البرنامج على الفيسبوك
- قناة اليوتيوب